# Esbo gård
Esbo gård (finska: Espoon kartano) är en gammal kungsgård i Esbo i det finländska landskapet Nyland. Gården ligger i stadsdelen Esbogård vid Stora strandvägen. Till herrgårdsmiljön hör flera olika kulturhistoriskt värdefulla byggnader. Esbo gård är en byggd kulturmiljö av riksintresse och därmed skyddat enligt lag.
Esbo gårds nuvarande huvudbyggnads äldsta delar är från 1797. Nuförtiden fungerar gården som en festlokal som sköts av företaget Esbogård AB, som sköts av ättlingar till August Ramsay.

## Historia
Esbo gård grundades i byarna Espåbys och Mankbys marker av kung Gustav Vasa år 1556. Kungens målsättning var att den nya kungsgården skulle fungera som en mönstergård.
Gårdens första fogde var Peder Mandel och han verkade på gården mellan 1557–1558. Åren 1559–1563 var Truls Persson fogde. Efter år 1564 flyttades Esbo gård från Raseborgs län till Borgå län och därför hade gården ingen egen fogde då. År 1572 blev Esbo gård ett fögderi. Rasmus Jönsson fungerade som fogde mellan åren 1572-1575. Därefter var gården under Raseborgs läns fogdar fram till slutet av seklet.
Gården med bröderna Ramsay omnämns bland annat i Johan Ludvig Runebergs diktverk Fänrik Ståls sägner. Innan släkten Ramsay har gården ägts av till exempel Jacob De la Gardie och Gustaf Horn.
Av Esbo gårds många torp kan omnämnas Erkulla, Norkulla och Tunfall. Den svenskspråkiga skolan Kungsgårdsskolan i Esbo har fått sitt namn från Esbo gård.

### Byggnader
Greve Fabian Wrede lät bygga den första kända huvudbyggnaden i mitten av 1600-talet. Efter Stora ofreden på 1700-talet lämnades huset och jordbruket åt sitt öde. Esbo gård förvärvades av landshövdingen Anders Henrik Ramsay år 1756 vilket blev början på en blomstringstid för gården. Under hans tid byggdes bland annat Finlands äldsta stenvalvsbroar Qvarnbron och Sågbron, båda byggda omkring 1775, samt den stenbyggda kvarnen byggd år 1777. Broarna och kvarnen tillsammans med herrgårdens symmetriska flygelbyggnader från 1797 återstår ännu idag. 
År 1787 ärvde Sofia Lovisa Ramsay Esbo gård av sin far. Hon var gift med sin kusin Otto Wilhelm Ramsay och de lät bygga den nuvarande huvuddbyggnaden med flygelbyggnader vid sekelskiftet 1800. Esbo kungsgård bytte ägare både genom arv och via förvärv ett flertal gånger under 1800-talet. Företaget Esbogård Aktiebolag skapades i början av 1900-talet för att parcellera (dela upp) gårdens marker. År 1914 förvärvade verkliga statsrådet August Ramsay samtliga aktier i bolaget och beslöt att bevara markerna som ett storgods och herrgård. Den västra flygelbyggnaden förlängdes och byggnadens klassiska yttre byggdes om 1908–1910 efter ritningar av arkitekt Wäinö. G. Palmqvist. År 1915 förnyades och förstorades huvudbyggnaden till sin nuvarande skepnad. 

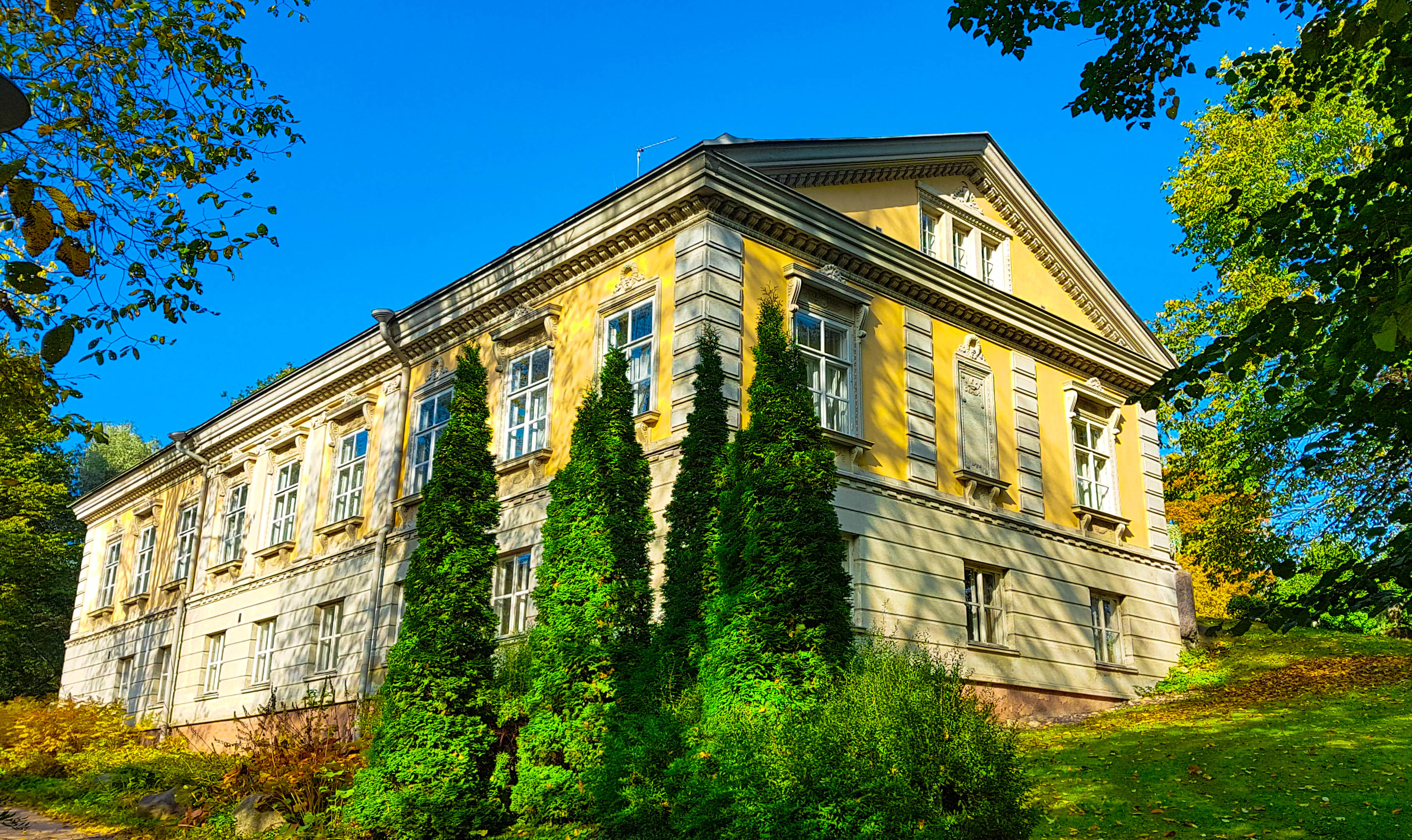
Esbo gård, huvudbyggnad

Till Esbogård övriga byggnader hör bland annat produktionsbyggnaderna, två ekonomigårdar med ett flertal ekonomibyggnader och några arbetarbostäder. Söder om Kvarnforsen ligger damm- och slusskonstruktioner och ruinerna av en såg från början av 1900-talet. Den äldre ekonomigården sydost om Esbo gård domineras av herrgårdens gamla stall, cirkelsågen, smedjan och två arbetarbostäder. Den nyare ekonomigården på Esbo gårds västra sida består av Ladugårdsbackens område från 1910- och 1920-talen. Det finns en stor tegelladugård på området. En gammal gästgiveribyggnad, Finns gästgiveri från 1860-talet, ligger på gårdens östra sida vid Stora strandvägen. 

### Parken
År 1921 fick trädgårdsarkitekten Paul Olsson uppdrag från August Ramsay att projektera en utvidgning och restaurering av parken. Olssons designade en fransk trädgård som följer den geometriska stilriktningen som var rådande i början av 1900-talet. Olsson återvände för att modernisera parken också i mitten av 1940-talet.